# Národopisný festival kyjovského Dolňácka Milotice

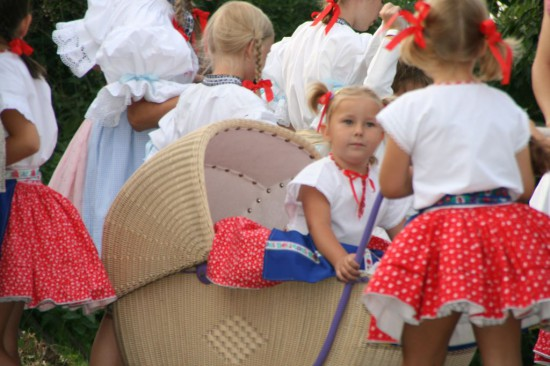
Děti z Kyjovska při vystoupení na Národopisném festivalu Milotice

Národopisný festival kyjovského Dolňácka v Miloticích v okrese Hodonín v Jihomoravském kraji, je druhou největší folklórní akcí Kyjovska. Tou největší je Slovácký rok v Kyjově, konaný jednou za čtyři roky. Milotice se ujímají role hlavního hostitele folklorního festivalového dění na Kyjovsku právě v mezidobí Slováckých roků. 
Cílem třídenního festivalu, na kterém se představí až tisícovka účinkujících, je udržet, zachovat a zároveň předvést folklór především ve své původní čistotě. Záměrně menší prostor, přestože jsou možná právě populární, dostávají ale i scénický stylizovaný folklor, tradice hosta festivalu a sousedních národopisných oblastí či dechová hudba. Druhou ambicí je dát všem folklorním souborům celé národopisné oblasti prostor k prezentaci a udržení tradic svých rodných obcí.

## Historie festivalu
První ročník se pořádal v roce 1972, a navázal tak na úspěšnou jednodenní přehlídku s názvem Nedělní odpoledne u Šidlen. Název pochází z místa konání festivalu: areálu vinných sklepů, kde se festivaly konají i dnes. Celý pátek a sobotu probíhají ve vinařském areálu U Šidlen, v neděli v kostele Všech svatých a na nádvoří a v zahradách barokního Státního zámku Milotice. V některých ročnících byl součástí festivalu i krojovaný průvod z návsi do zámku. V některých ročnících se pořady přesunuly do kulturního domu nebo na náves.
Termín konání festivalu se neváže k přesnému datu, dlouhé roky to byl vždy druhý víkend v srpnu. Od roku 2013 se kvůli dlouhodobé kolizi s ostatním folklorními a kulturními událostmi přesunul tento termín na první víkend v srpnu. Festival probíhá od roku 2016 jednou za dva roky.
Začátkem 80. let byl přírodní amfiteátr vybaven moderními budovami a zázemím, architektonicky však nepříliš povedeně. Až do poloviny 90. let se zde konaly nejen folklórní pořady, ale i oblíbené rockové zábavy, orelské akademie aj. Postupem času pak areál spíše chátral. V roce 2013 během příprav jubilejního 30. ročníku festivalu se započalo s postupnými úpravami areálu.
Milotický festival je pořádán a financován Obcí Milotice, částečně z dotací a sponzory. Ředitelem festivalu je Mgr. Josef Levek, dlouholetým vedoucím programové rady byl PhDr. František Synek, od roku 2013 je jím Michael Strýček.

## Programová náplň festivalu

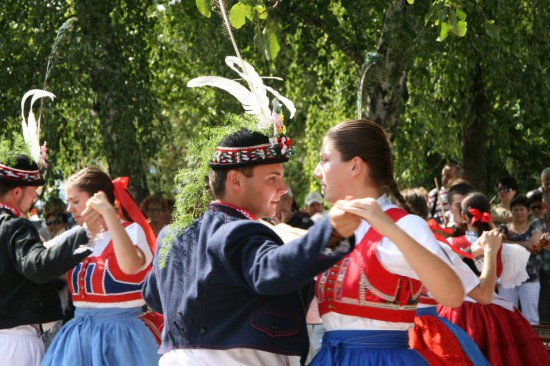
Tanečníci z Milotic v jihokyjovských krojích při tanci slovenská na Národopisném festivalu Milotice

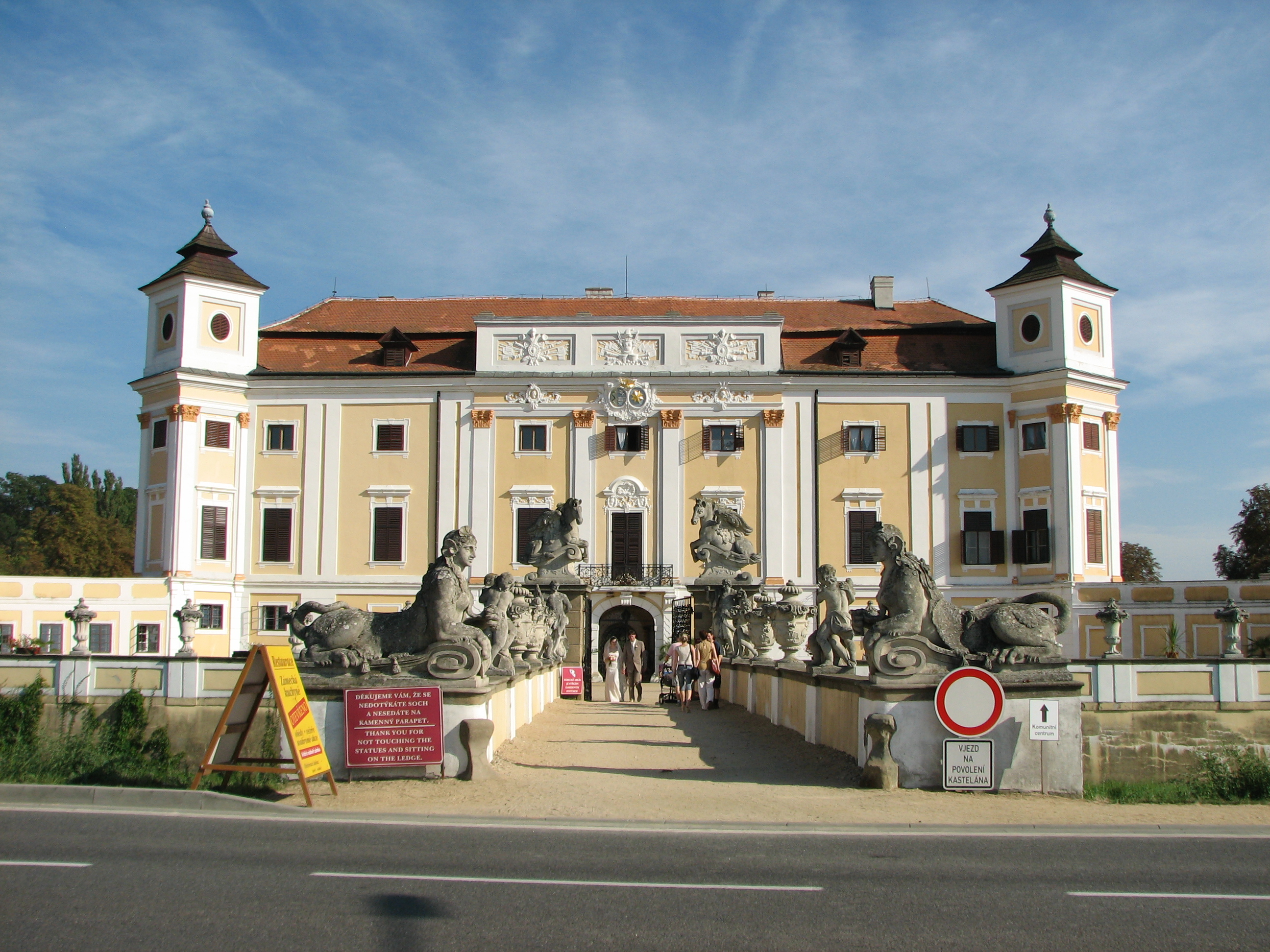
Státní zámek Milotice, místo konání nedělních pořadů

Na Národopisném festivalu kyjovského Dolňácka vystupují hudební, taneční a pěvecké soubory celého regionu, výjimku tvoří vystoupení hosta z jiné folklorní oblasti a souboru zahraničního.
Pátek:
- Pořady autentického "klenotnicového" typu
- Vystoupení hosta festivalu

Sobota:
- Otevřené sklepy
- Doprovodné programy, řemesla
- Dětská vystoupení
- Scénické a jubilejní pořady
- Nokturno autentického folkloru

Neděle:
- Koncerty vážné a duchovní hudby
- Doprovodné programy, jarmark, dílničky
- Tematické pořady
- Zpívání mužských a ženských sborů, koncerty

### Doprovodné akce
- otevřené sklepy malovinařů, prezentace vinařství (sobota - Šidleny)
- zábavy při cimbálových (a dechových) muzikách (pátek, sobota - Šidleny)
- ukázky prací lidových řemeslníků (sobota - Šidleny, neděle - zámek)
- tematické výstavy fotografií, krojů, exponátů apod. (zámecká konírna, Penzion u zámku, obřadní síň)
- koncerty duchovní a vážné hudby (neděle - kostel, zámek)
- ochutnávka jídel z kuchyně našich předků
- Olin-pijáda (recesistické soutěžení), pouliční divadlo, workshopy, dětské dílničky